# Ferdinand Staeger
Ferdinand Staeger (3. března 1880, Třebíč, Morava – 11. září 1976 v Waldkraiburg, Bavorsko) byl německý malíř a grafik. Pracoval také jako ilustrátor a návrhář vzorů pro gobelíny a krajky.

## Život

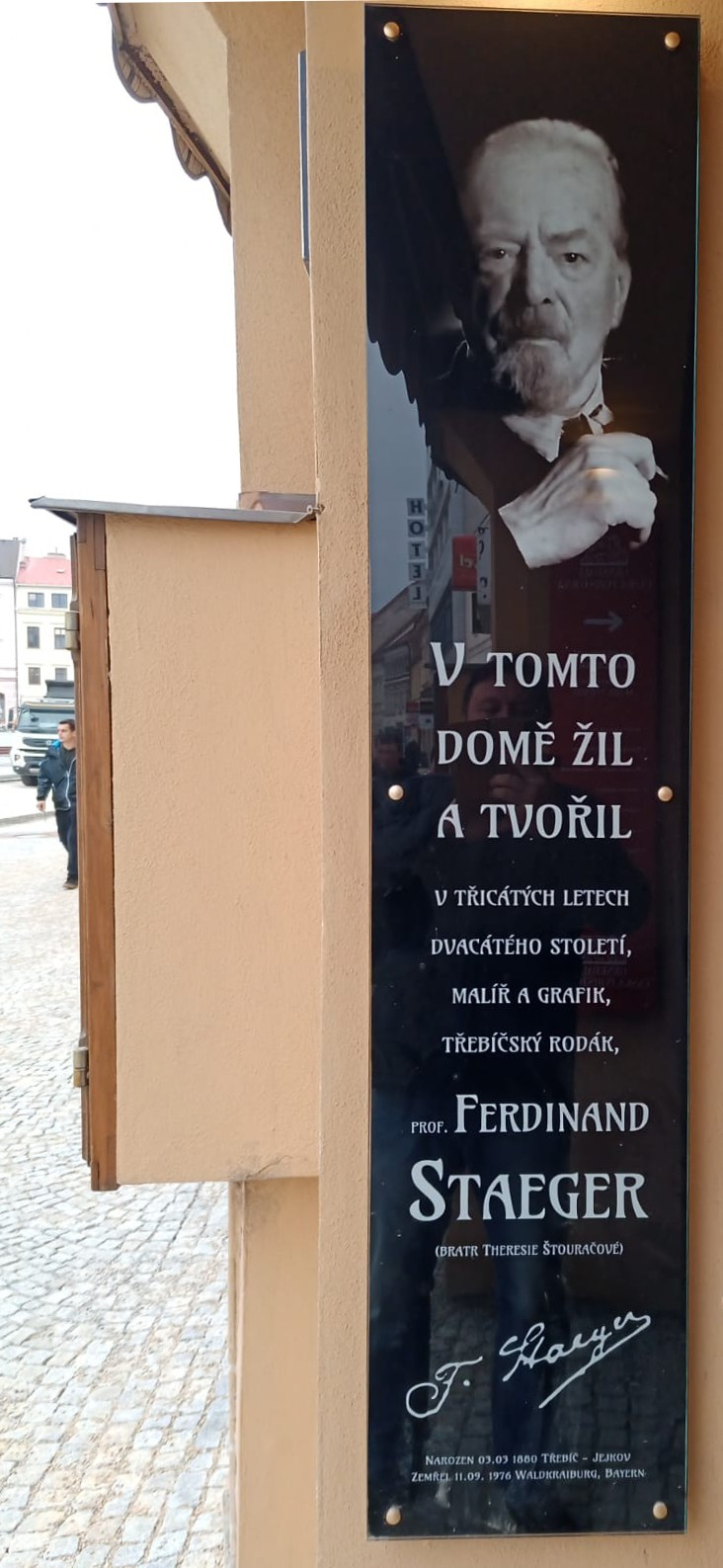
Pamětní deska v Třebíči, Karlovo náměstí 9

Ferdinand Staeger studoval v období od roku 1894 do roku 1896 odbornou školu textilního designu v Brně a pak až do roku 1902 školu uměleckých řemesel v Praze. Tam byl okouzlen kouzlem staré Prahy a její renesanční architektury, Vltavou, jejími mosty a uličkami. V roce 1903 odešel do Vídně, ale v roce 1904 se znovu vrátil zpět do Prahy, kde zůstal až do roku 1908. V jeho raných dílech se často objevuje oblast Třebíče, řeka Jihlava a Českomoravská vrchovina. V roce 1907 mu bylo i přes jeho mládí umožněno namalovat fresky ve farním kostele sv. Tomáše v Nýrsku v Českém lese. Po dokončení této rozsáhlé práce se v roce 1908 přestěhoval s manželkou do Mnichova a stal se uměleckým zaměstnancem časopisu pro mládež. V první světové válce působil jako válečný zpravodaj v císařské a královské tiskové centrále v Polsku. Po první světové válce ilustroval řadu literárních děl včetně děl Eichendorffa, Eduarda Mörika, Adalbert Stiftera, Gerharta Hauptmanna a dalších.
V roce 1920 napsal Richard Braungart v časopise Německé umění a dekorace mimo jiné i o Staegerovi.
Do Třebíče se vrátil zpět mezi lety 1932 a 1933, kde pak namaloval několik obrazů, ty byly vydány v sérii pohlednic pod názvem 8 obrazů z Třebíče a okolí, průvodní slovo napsal Arnošt Tvarůžek. Na obrazech se objevují témata z Třebíče a okolí, obrazy jsou pojmenovány: Skála nad Kočičinou v Třebíči, Z údolí u Vladislavi, Ze slavických lesů, Z Lorenzových sadů v Třebíči, Zně u Třebíče, Pohled k Čiměři z Výhonu ve Vladislavi, Oráč u Třebíče při svačině a Z kostela sv. Martina v Třebíči.
Staeger v době Třetí říše nebyl nedotčený její ideologií a v této době maloval některé typické nacistické obrazy včetně obrazu Tanky na pokusném náměstí (1941) a olejomalby Obrana východního vpádu (1943). Získal vyznamenání nacistické strany, získal titul profesor a to na narozeniny Adolfa Hitlera v roce 1938, také obdržel Goetheho medaili za umění a vědu (1940). 31 jeho prací byla také vystaveno na Velké výstavě německého umění v Mnichově v domě německého umění.
Z rozbombardovaného Mnichova se v polovině května odstěhoval do Penzbergu v horním Bavorsku. V malířství používal po druhé světové válce mírný impresionismus, pracoval také na tématech mytických, mystických nebo náboženských, maloval také alegorické reprezentace. Charakteristické pro jeho obrazy tak jsou jemné a přesné linky. Staeger byl grafik s plnou a bohatou fantazií. Jeho grafické práce nemohou být pravdivé, takto je charakterizoval Herbert Wessely v Mystickém realismu.
Po smrti manželky se v roce 1957 odstěhoval do Waldkraiburgu, kde žil až do konce svého života a intenzivně tam pracoval. V roce 1965 ho tam při své návštěvě v Německu navštívila britská královna Alžběta II.
V roce 1975, rok před smrtí, byl obdivován Herbertem Wesselym v knize Mystický realismus. 
Ferdinand Staeger byl členem německého svazu umělců.

## Práce (výběr)
- Grafické řešení a ilustrace: Lesní legendy, Mladá láska, básně (Uhland, 1911), Mistři z Norimberku (pro Gerharta Hauptmanna, 1923), Tuti Nameh (1921), Mozartova cesta do Prahy (Mörike, 1919), Stuttgartští muži (Mörike, 1920), Narrenburg (Stifter, 1919), Barevné kameny (Stifter, 1920), Duha (Ginzkey, 1924), Sluneční víla (Karola Bassermann, 1920), Pohádky 1001 noci (1919), Deutsche Gedichte v Schattenbildern (1908), Milovníci pěší turistiky (1930), ilustrace v časopise Mládí a četné exlibris.

- Obrazy: Sedlák s kolečkem (olej na plátně, Mnichov, Neue Pinakothek), Černé jezero (olej na plátně, Mnichov, Städtische Galerie Lenbachhaus), Strážce SS (olej na plátně), Jsme v práci vojáků (olej na plátně), Tažení do Polska (olej na plátně), Politická fronta (olej na plátně), Boj kentaurů (olej na plátně, soukromá sbírka), Zničení Schwabingu (olej na plátně, soukromá sbírka, Mnichov), Anny Staegerová (olej na plátně, soukromá sbírka), Klíč (olej na plátně, soukromá sbírka), Pluhy Bauer (akvarel, soukromá sbírka), Praha (akvarel, soukromá sbírka), Sic transit gloria mundi (akvarel), Adam a Eva (akvarel), Wintersnot (akvarel, soukromá sbírka, Mnichov), Grasender Pegasus (akvarel). Nejsou uvedeny četné výskyty v depozitářích městského muzea Waldkraiburg.

- Fresky: farní kostel svatého Tomáše, Nýrsko

- Gobelíny: Jarní Láska

## Sbírky
- Městské muzeum Waldkraiburg
- Neue Pinakothek, Mnichov
- Městská galerie v Lenbachhaus
- Vojenské Historické Muzeum, Vídeň
- Albertina (Vídeň)
- Staatliche Graphische Sammlung München

## Výstavy
- 1920, Mnichov, Glaspalast München
- 1927, Mnichov, Graphische Sammlung München
- Karlsruhe
- Würzburg
- Vídeň
- Paříž
- Barcelona
- 1933, Brno
- 1934, Praha
- 1974, Waldkraiburg
- 1992 dražba nemovitosti z majetku Staegera ve sbírce jeho sestry Anny Staegerové v K&K Ekkehard Kettner v Mnichově
- 1992, prodejní výstava, "Grafické práce Staegerů" v K&K Ekkehard Kettner v Mnichově
- 2005, Waldkraiburg, městské muzeum, "Ke 125. narozeninám Ferdinanda Staegera".